# Launac
 Launac  là một xã thuộc tỉnh Haute-Garonne trong vùng Occitanie tây nam nước Pháp. Xã này nằm ở khu vực có độ cao trung bình 135 mét trên mực nước biển.
Lâu đài Launac là một lâu đài thế kỷ 15 và được xây thêm vào thế kỷ 16 và 17 đã được Bộ Văn hóa Pháp xếp hạng vào danh sách di tích lịch sử.

## Di tích

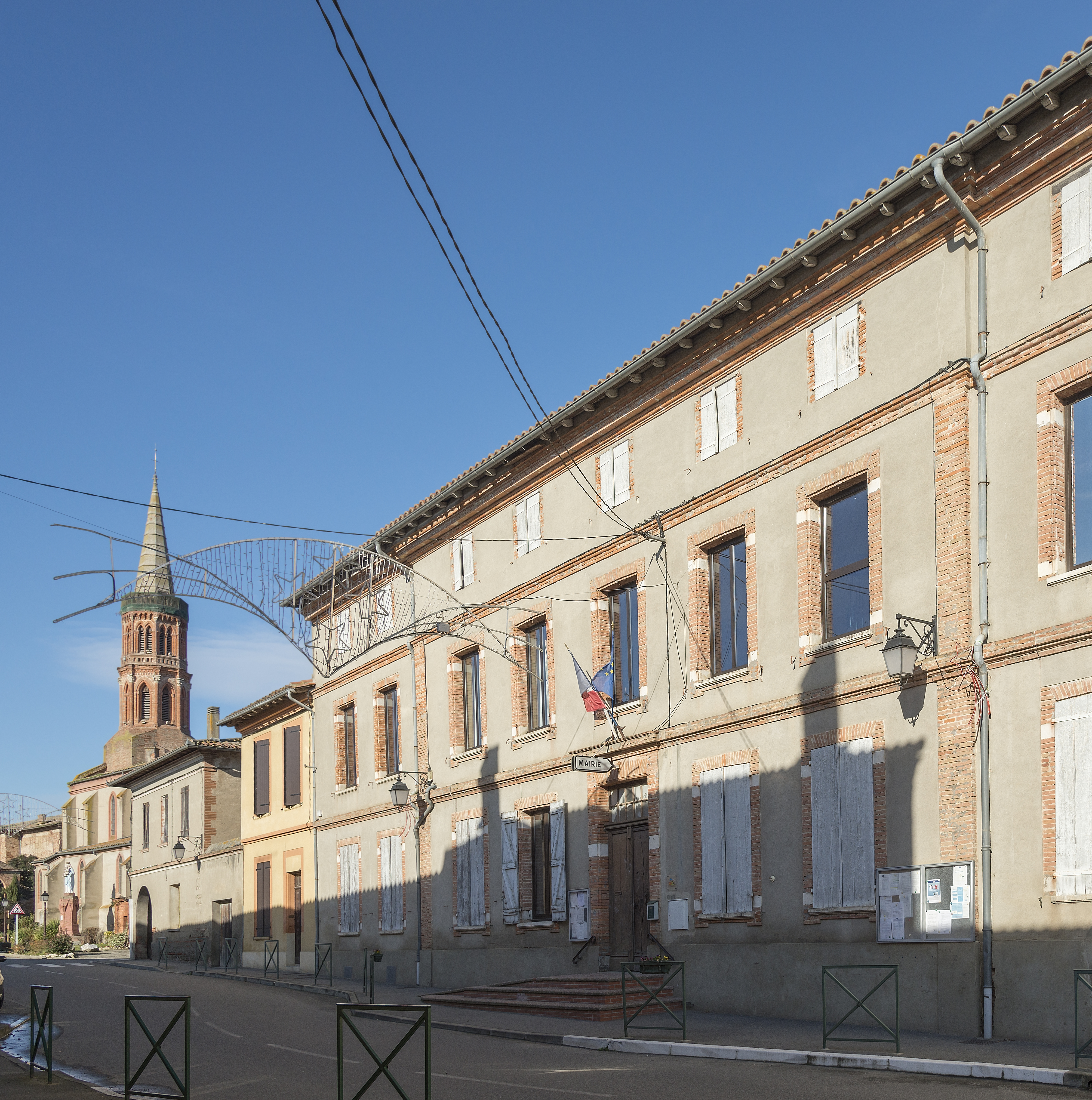
Tòa thị chính.
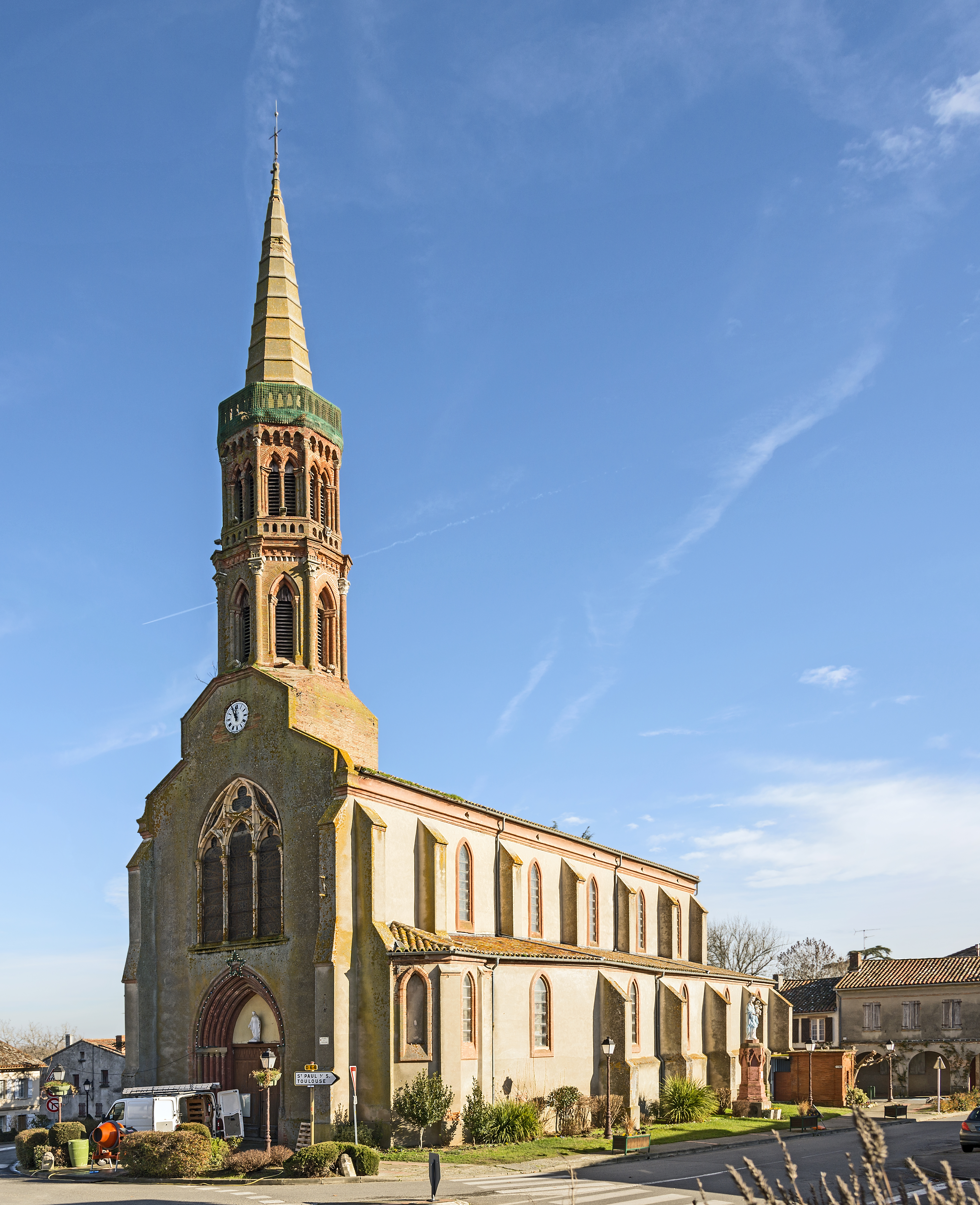
Nhà thờ.
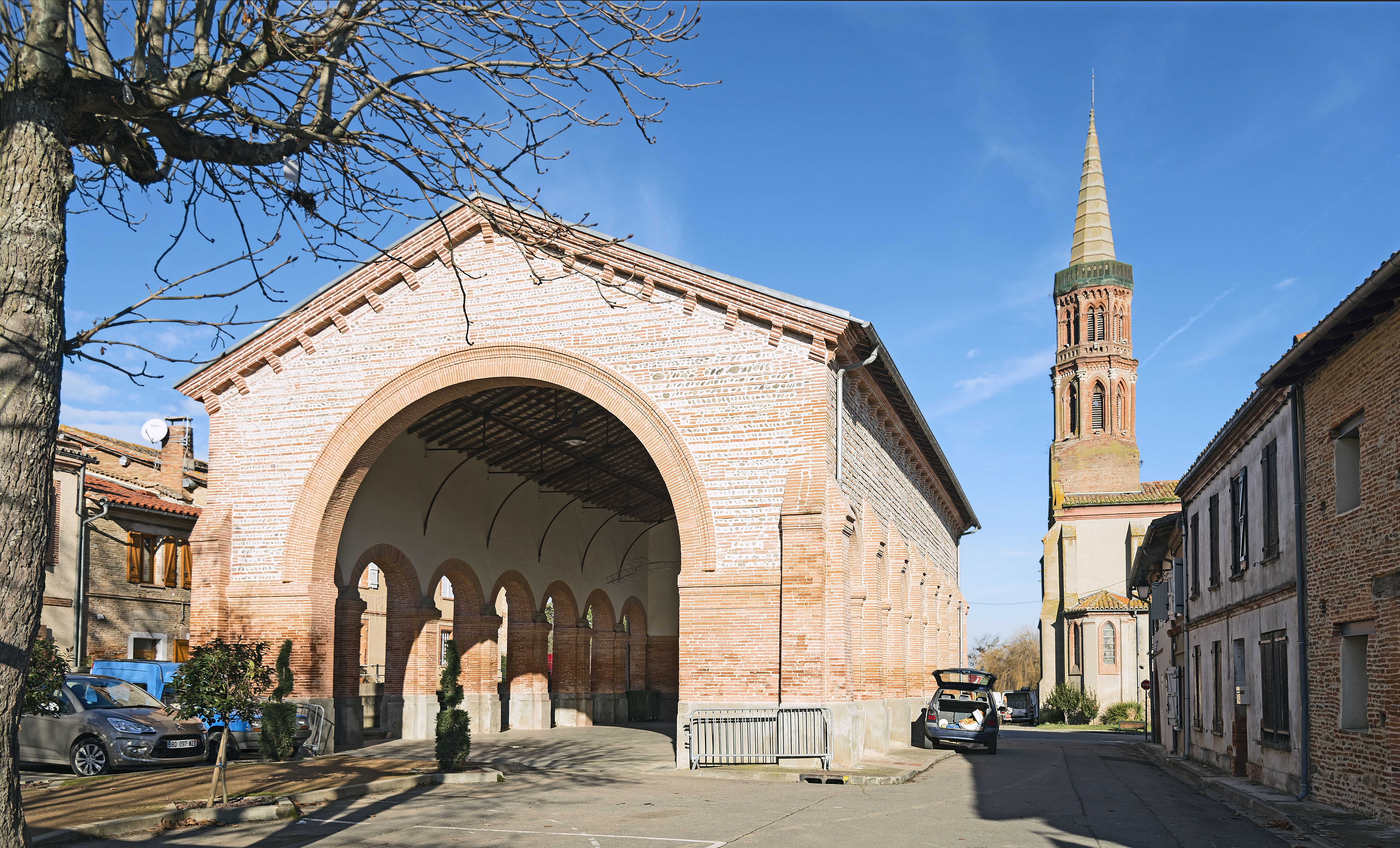
Thị trường Bao.
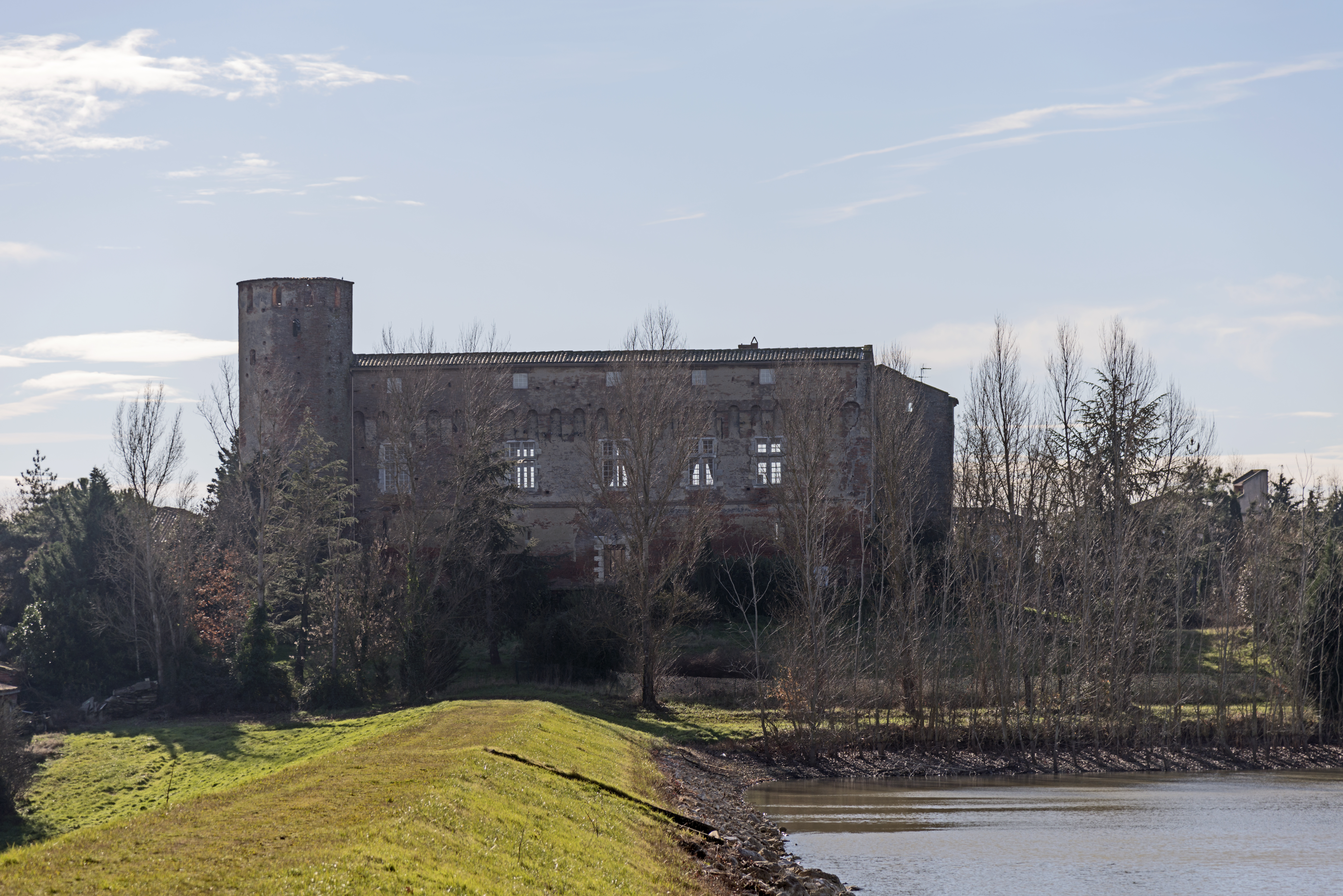
Lâu đài.